# Dailymotion
Dailymotion ist ein Videoportal des gleichnamigen französischen Unternehmens, bei dem Videos hochgeladen und öffentlich angeschaut werden können. Es wurde 2005 in Paris gegründet und gehört zu den führenden Videoportalen. Dailymotion war die erste bekannte Videoplattform, die eine Auflösung von 720p (HD) unterstützte.
Heute gibt es mehrere Büros in Paris, Barcelona, London, Athen, Mumbai und New York City. Es gibt elf lokalisierte Portalseiten, die eine eigene Programmplanung enthalten. Insgesamt wurde bisher in 20 Sprachen übersetzt.

## Geschichte

Ehemaliges Dailymotion Logo (2005–2015)

Dailymotion wurde im Februar 2005 von Benjamin Bejbaum als CEO und Olivier Poitrey als CTO gegründet. Als eine der 50 weltweit reichweitenstärksten Seiten konnte Dailymotion im zweiten Quartal 2007 ein Wachstum des Datenverkehrs von mehr als 75 Prozent verzeichnen. Im Juli 2007 wurde die Seite von mehr als 37 Millionen Nutzern (nach IP-Adressen gezählt) besucht und konnte über 1,3 Milliarden Seitenabrufe erreichen.
Seit Februar 2008 unterstützt Dailymotion die HD-720p-Filmauflösung. Damit gilt Dailymotion als die erste Plattform, die Videos in HD bereitstellen konnte

Bis 2009 konnten 40 Millionen Euro Risikokapital eingenommen werden. Im ersten Halbjahr 2010 wurde die deutsche Seite monatlich von ca. zwei Millionen Nutzern besucht. 2011 erwarb Orange 49 Prozent des Unternehmens für 60 Millionen Euro. Anfang 2013 kaufte Orange schließlich die restlichen 51 % für weitere 60 Millionen Euro. Die Versuche von Yahoo, im Frühjahr 2013 Dailymotion für rund 300 Mio. Dollar zu erwerben, sowie von PCCW wurden von der französischen Regierung abgeschlagen, mit dem Wunsch, die Videoplattform in Europa zu behalten. 

Ehemaliges Dailymotion Logo (bis Mai 2023)

Im Juni 2015 schließlich kaufte der französische Medienkonzern Vivendi Dailymotion für rund 217 Mio. Euro mit einer Beteiligung von 80 %. Einen Monat später erhöhte Vivendi seine Beteiligung auf 90 %. Mitte 2017 wurde die Bedienoberfläche umgestaltet. Von 2016 bis 2020 waren Dailymotion-Videos ebenfalls unter „vidoe.TV“ abrufbar.

## Technisches
Bei Dailymotion können Nutzer Videos nach Stichworten, Themenkanälen oder von Nutzern gegründeten Gruppen durchsuchen. Nutzer können Videos von bis zu 2 Gigabyte und mit einer Länge von 60 Minuten hochladen. Wenn ein Nutzer MotionMaker bzw. MotionPartner ist – ein Programm für besonders kreative Nutzer bzw. Partner – kann er Videos von unbegrenzter Länge hochladen.
Bei Dailymotion kam ursprünglich der TrueMotion-VP6-Codec mit einer Auflösung von 640 × 480 Pixel zum Einsatz. Seit Mitte 2009 ist es möglich, bei Dailymotion Videos im freien Video-Format Ogg-Theora zu sehen. So kann man z. B. mit dem Firefox-Browser ab Version 3.5 die Videos ohne zusätzliche Plug-ins abspielen.

## Reichweitenstärkste Dailymotion-Profile
| # | Benutzer                  | Follower |
| - | ------------------------- | -------- |
| 1 | قصة عشق                   | 170.000  |
| 2 | Jung Hyun Ran             | 145.000  |
| 3 | T-Series Official Channel | 89.000   |
| 4 | BTS                       | 70.000   |
| 5 | Red Bull                  | 55.000   |

## Partnerprogramme
Das Official-Content-Programm bietet den offiziellen Partnern wie CNN, Süddeutsche Zeitung, Universal oder Deutsche Welle der Seite:
- eine uneingeschränkte Anzahl, Dauer und Größe der Video-Dateien
- eine verbesserte Kodierung und Zugang zur Ausstrahlung in HD
- die Möglichkeit, als Videostar auf der Dailymotion-Startseite ausgewählt zu werden (in mehreren Ländern oder weltweit, je nach Sprache der Trailer)
- einen anpassbaren offiziellen Account (Farben, klickbarer Banner, Hintergrund)
- eine kostenlose Werbemöglichkeit innerhalb des Dailymotion-Netzwerkes (Anzeige mit 300 × 100 Pixeln)
- die Integration von Videotools wie Videowall, Videozap, Player und Uploader (z. B. für Videowettbewerbe)